# Eraldo Bernocchi
Eraldo Bernocchi, noto anche con gli pseudonimi e progetti personali di Ashes, Interceptor, SIMM e Surrealistick Master, (Milano, 21 ottobre 1963), è un musicista, compositore e produttore discografico italiano noto soprattutto per la sua attività nell'ambito della musica elettronica e nella scena musicale post-industriale europea.
Ha esplorato differenti generi musicali, partendo dalle sperimentazioni di Sigillum S per giungere agli esperimenti dub in compagnia di Bill Laswell, alle collaborazioni con Mick Harris, Raiz e gli Almamegretta, Gaudi, Giovanni Lindo Ferretti ed al progetto multimediale SOMMA.
Ha assunto il ruolo di produttore su diversi progetti ed ampia è anche la sua attività come remixer.
Inoltre ha cofirmato la colonne sonora del film Denti e composto un brano per quella di Nirvana di Gabriele Salvatores.

## Biografia

### Studi e formazione
Dopo le frequentazioni della Scuola Europa e dell'Università Statale di Milano presso la facoltà di Giurisprudenza per tre anni, iniziando a lavorare per una società di ingegneri elettronici che progettavano sistemi avanzati ed installazioni di massima sicurezza per il governo italiano, e così dopo una prima passione per il rock inizia ad interessarsi di sperimentazione e di elettronica. Autodidatta, tra le sue principali ispirazioni musicali cita il metal, la musica industriale ed il jazz di Miles Davis, John Coltrane e Chet Baker.

### 1985-1989: Dai Sigillum S ai The Sodality
Nel 1985 Bernocchi assieme al suo amico d'infanzia Luca Di Giorgio, maturarono un interesse per la scena esoterica inglese e fu su questa scia che dopo aver messo annunci nei negozi di dischi per cercare possibili sodali, incontrarono Paolo Bandera formando così il nucleo che diventerà poi quello dei Sigillum S. Il progetto, basato sul concetto di "anti-band", si poneva l'esplicito intento di indagare gli universi magici, mitici e rituali nelle forme primordiali della psiche. Fu quindi nel 1986 che uscì il loro primo album autoprodotto dal titolo Hhhard!, al quale seguì una prolifica produzione negli anni successivi (4/5 album all'anno) spesso con etichette internazionali specializzate nella musica post-industriale, come la Broken Flag di Gary Mundy dei Ramleh, la romana Misty Circles, la milanese ADN, la fiorentina Minus Habens Records, la tedesca Cthulhu Records o la statunitense AWB Recording. Furono poi di questi anni i contatti di Bernocchi con il Thee Temple ov Psychick Youth di Genesis P-Orridge, da cui maturarono le condizioni per lo split album con i Current 93 (1989), oppure i rapporti con band della scena italiana, a volte di pura collaborazione come con gli Ain Soph, altre di stretta amicizia come con F:A.R. e Rosemary's Baby (distaccamento in italia del TOPY). In particolare con Zoccatelli dei Rosemary's Baby venne a formarsi un rapporto di scambio e di ricerca sugli strumenti etnico-rituali, che trovò complemento nell'attività di operatore turistico per l'estremo oriente svolta da Bernocchi in quel periodo, che lo portarò a viaggiare in quasi tutti i paesi del continente asiatico, influenzando in maniera rilevante, negli anni a venire, i suoi gusti musicali. Questa influenza, che appare chiara in molti lavori dei Sigillum S, è pienamente esplicita nell'album Bardo Thos-Grol (1987), ispirato al Libro tibetano dei morti interamente composto da strumenti rituali tibetani e nepalesi filtrati e trasformati con effetti di varia natura.
Nel 1987 Bernocchi e gli altri due Sigillum S si unirono poi al supergruppo progettato da Andrea Cernotto The Sodality che coinvolgeva anche Gerda Schlass e con cui realizza l'album Beyond Unknown Pleasures ed il 12" Orgies Of Crime.
Se la produzione con The Sodality, eccezion fatta per Confusion del 1997, si interromperà con gli anni '80, Eraldo Bernocchi porterà avanti negli anni a venire le produzioni con i Sigillum S, seppur rallentandone la cadenza.

### Gli anni '90 tra collaborazioni e progetti personali: Ashes, Verba Corrige Productions, Helix, SOMMA
Nel 1990 Eraldo Bernocchi inaugurò il suo progetto personale Ashes. Inizialmente concepito come progetto sonoro di introspezione individuale, Ashes produsse il primo lavoro discografico dal titolo Ashland solo nel 1994 all'interno di Verba Corrige Prod., un laboratorio permanente che comprendeva anche di etichetta discografica, fondato dallo stesso Bernocchi assieme a Petulia Mattioli. Se Ashes in seguito evolse e cambiò forma, aprendosi alla collaborazione altri musicisti, la Verba Corrige Prod. fu un punto di svolta fondamentale per la futura attività di produttore musicale di Eraldo Bernocchi.
Furono di questi primi anni '90 alcuni incontri fondamentali per l'evoluzione stilistica e professionale di Bernocchi: In primis l'incontro con Bill Laswell, che il nostro definì come "un incontro determinante per il mio sviluppo musicale" e Mick Harris(Napalm Death e Scorn), con cui si formerà un sodalizio che durerà negli anni. Se con il primo, con Petulia Mattioli e con la partecipazione di sette monaci tibetani, pubblicò nel 1994 a nome SOMMA (Sacred Order of Music Magic & Art), progetto sonoro di culture sciamaniche e rituali processate attraverso l'elettronica ed il dub, l'album Somma 1: Hooked Light Rays per l'etichetta low dello stesso Laswell, con il secondo diede alle stampe nel 1995 la loro prima produzione in duo, dal titolo Neoartic a nome Frequencies. Furono poi di questi anni le collaborazioni con Jim Plotkin, Dive.
Equations of Eternity fu invece il primo progetto del trio Bernocchi/Laswell/Harris, che nell'omonimo album del 1996 per l'americana WordSound, elaborarono un'ulteriore estremizzazione dei concetti espressi con SOMMA, ma questa volta in chiave hip-hop. È sempre dello stesso anno poi l'album a nome Ashes dal titolo Corpus, che vedeva la partecipazione di Reeno degli Almamegretta alla voce e Laswell al basso.. Con Paolo Bandera pubblicò invece a nome Helix un album di elettronica minimale ed ambientale. Ed ancora nello stesso anno dà vita a SIMM, ennesimo alter-ego in salsa dark-hop con cui incide il primo album dal titolo Welcome per la Possible Records di Mick Harris ed Insieme a Laswell compone il brano Last Dance per la colonna sonora di Nirvana di Gabriele Salvatores. Sempre con Laswell, e le scenografie di Petulia Mattioli, porta in scena SOMMA al Teatro Regio di Torino.
Nel 1997 esce Overload Lady album drum and bass composto insieme a Mick Harris per poi partecipare al tour europeo degli Scorn come chitarrista. Sempre come chitarrista, questa volta insieme a Bill Laswell, compone un brano per il nuovo album degli Almamegretta, Lingo. Durante lo stesso anno realizza, sempre assieme a Harris, i remix dei brani dei Transmisia, che vengono pubblicati su Frigid Prose della band croata.
Nel 1998 dà vita al progetto Charged con il trombettista giapponese Toshinori Kondo e Bill Laswell, con cui l'anno dopo pubblicò l'album omonimo per la R&S. Registra un nuovo capitolo con Mick Harris, Total Station. Produce il nuovo album degli AFA (che annovera tra gli ospiti anche Howie B e l'Mc di New York Mr Dead), termina il secondo capitolo, Vevo degli Equations of Eternity ed inizia a lavorare al nuovo Ashes che vedrà la partecipazione di Reeno, Laswell oltre ad altri elementi, al nuovo SIMM. Compone un brano del nuovo album di Enzo Gragnaniello.
Nel 1999 dopo il tour giapponese con il trio Kondo/Bernocchi/Laswell per promuovere l'album dei Gharged, partecipò come chitarrista al nuovo album degli Almamegretta e con gran parte della sezione ritmica e delle chitarre all'album di Russel Mills Pearl + Umbra. Ed ancora, come produttore artistico, in autunno parte per Berlino insieme a Giovanni Lindo Ferretti e a Massimo Zamboni per l'album del ritorno all'elettronica di Ferretti, del quale compone la maggior parte dei brani insieme allo stesso Ferretti. Sempre con Ferretti poi realizzerà l'anno dopo, curerà la produzione del primo album solista dal titolo Co.Dex. In dicembre parte per il tour europeo di Charged.  Compone la colonna sonora per il nuovo spot Denim.

### Nuovo millennio e nuove collaborazioni: Harold Budd, Thomas Fehlmann, Zu e Robin Guthrie
Il nuovo millennio porta con sé una nuova produzione per il cinema, che vede Bernocchi insieme a Teho Teardo e Federico de Robertis come compositore della colonna sonora del film Denti, film di Gabriele Salvatores ed un nuovo tour tra Europa e Giappone di Charged che toccherà anche il festival del Monte Fuji. Bernocchi poi coinvolse molti artisti per remixare i brani dei Charged, ed all'appello risposero tra gli altri Source Direct, Usual Suspects, Caspar Brotzmann, Carl Craigh, Thomas Fehlmann dei The Orb, Mick Harris, pubblicati in una serie di 12" per la statunitense Apollo ed intitolati Re-charged. In ottobre chiude il tour di Charged, ma nei mesi successivi presero comunque parte all'Hiroshima Sacred Music Festival del Dalai Lama e suonò in occasione della visita del Dalai Lama Somma a Trento.
Molti sono i remix che Bernocchi fa di altri brani in questi primi anni 2000 e tra questi vi furono alcuni brani della pop star elettronica Robert Miles, la cantante italo indiana Amelia Cuni, l'americano Lance Henson, e sempre in questo inizio millennio compone la colonna sonora del nuovo spot San Benedetto Ice, realizza un brano solo per direct streaming per la Web label T'um e produce Ambyotica, sample cd in formato Refill per il noto software musicale Reason. Viene poi chiamato da Giovanni Lindo Ferretti per gestire la parte audio/musicale del progetto bolognese Bottega Artigiana di Musica e Comunicazione, compone per Marina Spada la colonna sonora del lungometraggio indipendente Forza cani e compone le musiche per alcuni programmi Rai TV: TeleCamere, Europolis, Elisir e realizza in collaborazione con Osservatorio Gravitazionale Europeo (European Gravitational Observatory o EGO), l'osservatorio internazionale sulle onde gravitazionali, la colonna sonora di Virgo, un evento itinerante che unisce musica arte e scienza. Tra le produzioni artistiche di questi anni è invece da menzionare l'album Tara'n Trance di Antonio Infantino, presentato alla Biennale di Venezia del 2003 ed il gruppo metal di New York Crisis.
Molte furono poi le nuove collaborazioni concretizzate negli anni successivi: Alcune sessioni realizzate a Brooklyn insieme ad artisti iraniani divennero un album dal titolo Samsara Sound System (2003); assieme ad Harold Budd e Petulia Mattioli un'installazione-concerto a Siena al museo d'arte contemporanea di Palazzo delle Papesse poi pubblicato nell'album live Music For 'Fragments From The Inside' (2005) per la belga Sub Rosa; un nuovo progetto insieme a Thomas Fehlmann degli Orb e Petulia Mattioli che porterà all'album Manual (2007) per la 21st Records e ad un successivo tour.
Nel 2006 uscì l'album 23/20 che celebra 20 anni di attività di Sigillum S, pubblicato l'anno seguente. L'album, che coinvolge nella sua realizzazione le innumerevoli relazioni intraprese negli anni da Bernocchi & Co., viene creato come un viaggio che ripercorre la storia sonora della formazione milanese, appare eclettico e rigoroso al tempo stesso, con brani che, proprio per il gioco di inclusione di figure differenti, spesso toccano sfumature inconsuete per la band. Tra i contributori dell'album infatti vi furono Andrea Marutti, Antonio Denti, Bill Laswell, Claudio Agostoni, i Crisis, gli Ephel Duath, Gudrun Gut, Lorenzo Esposito Fornasari, Mark Solotroff, Martino Nicoletti, Professor Shehab, Raiz, SH Fernando, Thomas Fehlmann, Toshinori Kondo, Xabier Iriondo e gli Zu.
Sempre del 2006 uscì Unisono, nuovo album a nome Ashes, ancora una volta insieme a Raiz e Bill Laswell. Registra con il supergruppo Black Engine, (Bernocchi + gli Zu) l'album jazzcore Ku Klux Klowns uscito su Wallace Records nel 2007 e con Davide Tiso in duo di sole chitarre, Arc, firmato a nome Parched nel 2009 per la RareNoise Records. Produsse il nuovo album solista di Raiz, Uno pubblicato a settembre 2007 da Universal Music Group e rielabora remixando Pain Necessary to Know degli Ephel Duath per la Earache uscito a giugno 2007, mentre la collaborazione con Petulia Mattioli proseguì con l'esibizione di SOMMA al Teatro Dal Verme di Milano e la realizzazione della colonna sonora di una nuova video installazione al Museo archeologico di Pithecusae ad Ischia insieme a Nils Petter Molvær.

### Anni '10: traWinter Gardened Obake
Nel 2011 pubblicò con Harold Budd e Robin Guthrie, chitarrista dei Cocteau Twins, l'album Winter Garden, che Antonello Cresti definì come "probabilmente una delle vette della musica ambientale del recente passato", con un disco in cui l'elettronica di Bernocchi dialoga con la chitarra di Guthrie ed il pianoforte di Budd, creando paesaggi e suggestioni oniriche e visionarie. Fu poi riconducibile a questi primi anni '10 la fondazione del progetto doom metal degli Obake, assieme a Massimo Pupillo degli Zu e Lorenzo Esposito Fornasari ed il loro primo omonimo disco, a cui seguì l'album dal titolo Mutations del 2014, con la presenza di Colin Edwin al posto di Pupillo.
Nel 2014 ha preso parte su due brani al nuovo disco del progetto power electronics Le Cose Bianche intitolato "Pornography should not be an illusion" edito su CD dalla Naked Lunch Records e nel 2015 collabora ancora col progetto L.C.B. alla stesura di un brano per l'album Born edito da Old Europa Cafe e sempre con Giovanni Mori da vita ed inaugura il progetto "Mangiati Vivi", con il quale lavora alla stesura e alla produzione del primo album omonimo. Sempre con Le Cose Bianche partecipa in veste di chitarrista al disco per i dieci anni del progetto di Giovanni Mori dal titolo "Tutti quanti sognano porno" edito su CD per Old Europa Cafe (2018). E sempre come chitarrista prende parte al successivo disco "Tutto il corpo è genitale (CD, Spatter Records-Hellbones Records) sempre del progetto L.C.B.
Nel 2016 escono il terzo lavoro degli Obake, Draugr, in una rinnovata formazione e Invisible Strings frutto della collaborazione con il chitarrista indiano Prakash Sontakke.
Nel 2017 è ospite nell'album 'Magnetic' di Gaudi, uscito per l'etichetta discografica Rarenoise Records.
Nel 2020 viene pubblicato Mujo, prima collaborazione dell'artista con la violinista giapponese dei Tangerine Dream Hoshiko Yamane. L'album fa coesistere musica colta, elettronica, dark ambient e musica neoclassica, e viene accolto molto positivamente dalla rivista Rumore, che gli assegna un voto pari a 90/100.

## Discografia parziale

### Da solista
- 1994 - Ashland (Verba Corrige) a nome Ashes
- 1996 - Corpus (Compagnia Nuove Indye) a nome Ashes
- 1997 - Overload Lady (Sub Rosa) con Mick Harris
- 1997 - Whine (Kk) con Mick Harris
- 1998 - Total Station (Sub Rosa) con Mick Harris
- 2000 - Unisono (Volume) a nome Ashes
- 2005 - Music for Fragments from The Inside con Harold Budd
- 2007 - Manual con Thomas Fehlmann
- 2010 - Along the Corridors (Vital) con Blackfilm
- 2011 - Winter Garden con Harold Budd e Robin Guthrie
- 2014 - Omnipresence (Anodize)
- 2016 - Invisible Strings con Prakash Sontakke
- 2016 - In Praise of Shadows con Shinkiro

### Con Antonio Infantino
- 2004 - Tara'n Trance

### Con Black Engine(con Raiz e Bill Laswell)
- 2007 - Ku Klux Klowns

### Con i Charged(con Toshinori Kondo e Bill Laswell)
- 1999 - Charged (Apollo)
- 2000 - Re-Charged #1
- 2002 - Live (Innerhythmic)

### Con gli Equations of Eternity(con Bill Laswell e Mick Harris)
- 1996 - Equations of Eternity (Wordsound)
- 1998 - Veve (Wordsound)

### Con i Frequencies(con Mick Harris)
- 1995 - Neoartic (Verba Corrige)

### Con gli Helix(con Paolo Bandera)
- 1996 - Numbers (Verba Corrige)

### Con i Metallic Taste of Blood
- 2012 - Metallic Taste of Blood (RareNoise Records)
- 2015 - Doctoring the Dead (RareNoise Records)

### Con gli Obake
- 2011 - Obake (RareNoise Records)
- 2014 - Mutations  (RareNoise Records)
- 2016 - Draugr (RareNoise Records)

### Con gli OssO(con Marcello Bellina)
- 2015 - OssO (RareNoise Records)

### Con gli Owls(con Lorenzo Esposito Fornasari e Tony Wakeford)
- 2011 - The Night Stays (RareNoise Records)

### Con i Parched(con Davide Tiso)
- 2009 - Arc (RareNoise Records)
- 2010 - Hole in Display (Da Music)

### Con i SIMM(con Petulia Mattioli)
- 1996 - Welcome
- 2013 - Visitor

### Con i SOMMA(con Bill Laswell e Petulia Mattioli)
- 1995 - Somma 1: Hooked Light Rays (Low)
- 2007 - Somma (Verba Corrige)
- 2010 - 23 Wheels of Dharma (RareNoise Records)

### Con The Sodality
- 1987 - Beyond Unknown Pleasures

### Con Hoshiko Yamane
- 2020 – Mujo

## Colonne sonore per il cinema
- 2000 - Denti regia di Gabriele Salvatores
- 2001 - Forza cani regia di Marina Spada